# Гриб наприкінці світу
«Гриб наприкінці світу. Про можливість життя на  руїнах капіталізму» (англ. The Mushroom at the End of the World: On the Possibility of Life in Capitalist Ruins) — книжка китайсько-американської антропологині Анни Левенгаупт Цзин, яка вийшла 2015 року. У книжці описано та проаналізовано глобальні ланцюги постачання грибів мацутаке.

## Зміст
У книжці «Гриб наприкінці світу» мацутаке використано як центральний елемент дослідження того, що Цзин описує як кінець капіталістичного прогресу, разом з тим, як екологічна деградація та економічна нестабільність посилюються у 21 столітті. Мацутаке вважається делікатесом і добре росте в лісах, змінених людиною; його збирають у таких різних місцевостях, як Орегон, Юньнань та Лапландія. У книжці Цзин розповідає про збирачів, які шукають мацутаке, про торговців, які їх купують і продають, та про японських споживачів, які особливо цінують їх, здебільшого як подарунки.

Цзин звертає увагу на стійкість мацутаке, що їх, як виявили люди, неможливо культивувати, а також на взаємозв'язок між різними видами — або багатовидовими «спільнотами» — та їхню взаємозалежність не лише у виживанні в нестабільних та порушених умовах, але й у створенні нових середовищ. Про такі комплекси Цзин пише:
…можна сказати, що сосни, мацутаке та люди ненавмисно взаємодіють. Вони роблять можливими проєкти один одного, що змінюють світ. Ця ідіома дозволила мені замислитися над тим, що ландшафти загалом є продуктами ненавмисного  проєктування — тобто результатом накладання діяльності зі створення світу багатьох агентів, як людських, так і нелюдських. Дизайн чітко проглядається в екосистемі ландшафту. Але жоден з агентів не планував такого ефекту. Люди приєднуються до інших у створенні ландшафтів ненавмисного дизайну. Як місця для драм, що виходять за рамки людського життя, ландшафти є радикальними інструментами для подолання людської гордині. Пейзажі не є тлом для історичної дії: вони самі по собі є активними. Спостереження за формуванням ландшафтів показує, як люди приєднуються до інших живих істот у формуванні світів.
 Авторка спирається на ці теми не лише для критики капіталізму, але й для спростування уявлення про корисність єдиної, «унітарної критики» капіталізму, натомість наголошуючи на значенні різних і залежних від обставин реакцій. Цзин пише, що «[д]ля того, щоб зрозуміти капіталізм (а не лише його альтернативи)… ми не можемо залишатися в межах логіки капіталістів; нам потрібен етнографічний погляд, щоб побачити економічне розмаїття, завдяки якому можливе накопичення».

## Нагороди та визнання
Книжка «Гриб наприкінці світу» здобула численні нагороди, зокрема премію Віктора Тернера за етнографічне письмо 2016 року від Товариства гуманістичної антропології та книжкову премію Грегорі Бейтсона 2016 року від Товариства культурної антропології. Книжку також було названо найкращою книжкою 2015 року за версією Kirkus Reviews та Times Higher Education.

## Критика
Наталія Сесіре та Сем Соломон пропонують неоднозначну оцінку твору Цзин «Гриб наприкінці світу», хвалячи його як ретельний розгляд грибів у зв'язку з капіталізмом, але ставлячи під сумнів ширший дискурс «мікоестетичного» контексту, в якому він бере участь. Сесір і Соломон стверджують, що в останні роки фантазія про «грибкове вирішення» спирається на рясність, стійкість і мережеву природу грибів так, що приховує фундаментально експлуататорський і екологічно руйнівний характер капіталізму.

## Огляди
- Bell, Joshua A. (2017). The Mushroom at the End of the World: On the Possibility of Life in Capitalist Ruins by Anna Lowenhaupt Tsing. Anthropological Quarterly. 90 (1): 277—282. doi:10.1353/anq.2017.0011. ISSN 1534-1518.
- Cons, Jason (2016). The Mushroom at the End of the World: On the Possibility of Life in Capitalist Ruins. The Journal of Asian Studies. 75 (3): 798—800. doi:10.1017/s0021911816000656. ISSN 0021-9118.
- Helmreich, Stefan (2016). The Mushroom at the End of the World: On the Possibility of Life in Capitalist Ruins. American Ethnologist. 43 (3): 570—572. doi:10.1111/amet.12356. ISSN 0094-0496.
- Kim, Eleana J. (2017). The Arts of Noticing: The Mushroom at the End of the World: On the Possibility of Life in Capitalist Ruins. Current Anthropology. 58 (1): 138—140. doi:10.1086/690139. ISSN 0011-3204.
- Padwe, Jonathan (2018). The mushroom at the end of the world: on the possibility of life in capitalist ruins. The Journal of Peasant Studies. 46 (2): 433—437. doi:10.1080/03066150.2018.1492777. ISSN 0306-6150.
- Pham, Yamoi (2016). The Mushroom at the End of the World: On the Possibility of Life in Capitalist Ruins. East Asian Science, Technology and Society. 11 (4): 613—616. doi:10.1215/18752160-3667933. ISSN 1875-2160.
- Sullivan, Sian (2018). On possibilities for salvaged polyphonic ecologies in a ruined world (PDF). Dialogues in Human Geography. 8 (1): 69—72. doi:10.1177/2043820617738835. ISSN 2043-8206.

## Переклад українською
2025 року у видавництві ist publishing вийшов український переклад книжки. Перекладачка — Ярослава Стріха.

## Зовнішні посилання
- Веб-сайт видавництва Принстонського університету